# خوزه ایگناسیو بالنسوئلا
خوزه ایگناسیو بالنسوئلا (اسپانیایی: José Ignacio Valenzuela‎؛ زادهٔ ۲۹ آوریل ۱۹۷۲) مؤلف، نویسنده و فیلم‌نامه‌نویس اهل شیلی است. وی از سال ۱۹۹۵ میلادی تاکنون مشغول فعالیت بوده‌است.
از فیلم‌ها یا مجموعه‌های تلویزیونی که وی در آن‌ها نقش داشته‌است، می‌توان به چه کسی سارا را کشت؟ و پشت درهای بسته اشاره نمود.